# Fagus Művek
A Fagus Művek egy gyárkomplexum a alsó-szászországi Alfeld an der Leine kisvárosában, ahol a Fagus-GreCon és a Weinig Grecon vállalatok működnek. A gyárat 1911-ben Walter Gropius építész és kollégája, Adolf Meyer tervezte, és 1946 óta műemlékvédelem alatt áll, mint a modernista építészet egyik első példája. Az egész gyárkomplexum 2011 júniusa óta az UNESCO Világörökség része.

## Története
1911-ben Carl Benscheidt (1858-1947) vállalkozó megbízta Walter Gropiust, hogy építsen egy gyárépületet új kaptafa üzeme számára, amely megfelel a modern szabványoknak, és közvetlenül a Hannover–Alfeld–Kassel/Bebra-vasútvonal mellett helyezkedik el. Gropius az alaprajzhoz felhasználhatta Eduard Werner építész előzetes tervét, hogy a homlokzatkialakításban teljesen új utakat járjon be. Gropius és munkatársa, Meyer emellett hasznosítani tudta a 19. században az üvegházak, a vasútállomások és a világkiállítások építése során szerzett tapasztalatokat. Az Alfeld-gyárnak közvetlen, de sokáig fel nem ismert elődje is van a Giengen an der Brenzben található Steiff gyárépületben (1903), amelyet egy ismeretlen építész tervezett. A Fagus gyár épületeiben ma már nemcsak kaptafagyártás, hanem cipőmúzeum is működik. Maga a Fagus név latin eredetű és bükköt jelen, mivel a bükkfa volt az alapanyaga az 1858 óta Alfeldben működő ipari kaptafagyártásnak.
A gyár 1946 óta műemlékvédelem alatt áll, és 1984 óta átfogóan felújították. Az egykori raktárépületben 2006 óta Fagus-Gropius kiállítás látható. A gyárat 2011. június 25-én az UNESCO a világörökség részévé nyilvánította.

## Építészeti jellemzői
Már a Fagus-művek is olyan jellegzetes épületelemeket használt, amelyek később meghatározták a nemzetközi stílust. Különösen említésre méltóak az üvegfüggönyfalak, a letisztult kubikus forma és az acélgerendák kialakítása. A kereszt alakú pillérek a tetejük felé egyre karcsúbbá válnak, közöttük az üvegkötény. Az üvegezés acélkeretbe lett foglalva, bár Gropius eredetileg a pillérek elé tervezte a homlokzatot. A mennyezet magasságában az üveglapok helyett acélburkolat van, ez a fémlemez kötény a saroknál egészen a lépcsőházig húzódik. Korábban az épület sarkai mindig nagyon masszívak voltak, és szilárd benyomást akartak kelteni. Ami forradalmi ebben az épületben, az a „nyitott” sarok, amely a modern vázszerkezeti építési mód kezdetét jelentette. Az épület sarkai nem egyszerűen kiugró betonszerkezetek, hanem keresztkonstrukcióval merevítették ki őket. Az épület nagyon keskeny, és nem akart monumentális benyomást kelteni; a könnyedség és az átláthatóság szándékos ellentétben áll a zárt kő- és téglaépítménnyel. 
Gropius nemcsak a külső kialakítással foglalkozott, hanem számos részletet és a belső kialakítást is kidolgozta. A közvetlenül a Hannover–Göttingen-vasútvonalon elhelyezkedő főépületen kívül az épületegyütteshez tartozik még a gyár egykori vasúti iparvágányán 1921-22-ből származó vasúti mérleg és a kábelcsörlő, valamint egy 1924-25-ből származó, fallal elkerített portásfülke, amely egy első világháború idejéből származó ideiglenes épületet váltott fel. Ez volt az utolsó épület, amely az építési projekt részeként készült el.
1928-ban Karl Benscheidt (1888-1975), a cégalapító Carl Benscheidt fia megbízta a ma már világhírű Albert Renger-Patzsch (1897-1966) fotóst, hogy fényképezze le a Fagus-művet. Benscheidt teljes szabadságot adott neki a témaválasztásban. Albert Renger-Patzsch néhány leghíresebb fotója ennek során készült. Carl Georg Heise, a „Die Welt ist schön” (1928) szerzője és kiadója három fényképet is beválogatott ebbe a sorozatba - köztük a „cipővasakat”, az újobjektív fotográfia egyik előfutárát. 1928 áprilisában 50-60 fotó készült, majd 1952-ben további 28 fénykép. Az első megbízás negatívjai a második világháborúban elvesztek, míg a második megbízás negatívjait és egy fotósorozatot az Albert Renger-Patzsch Archívumban őrzik. Nagyobb számú nyomat a berlini Bauhaus Archívumban található.

## Galéria

A gyárkomplexum alaprajza
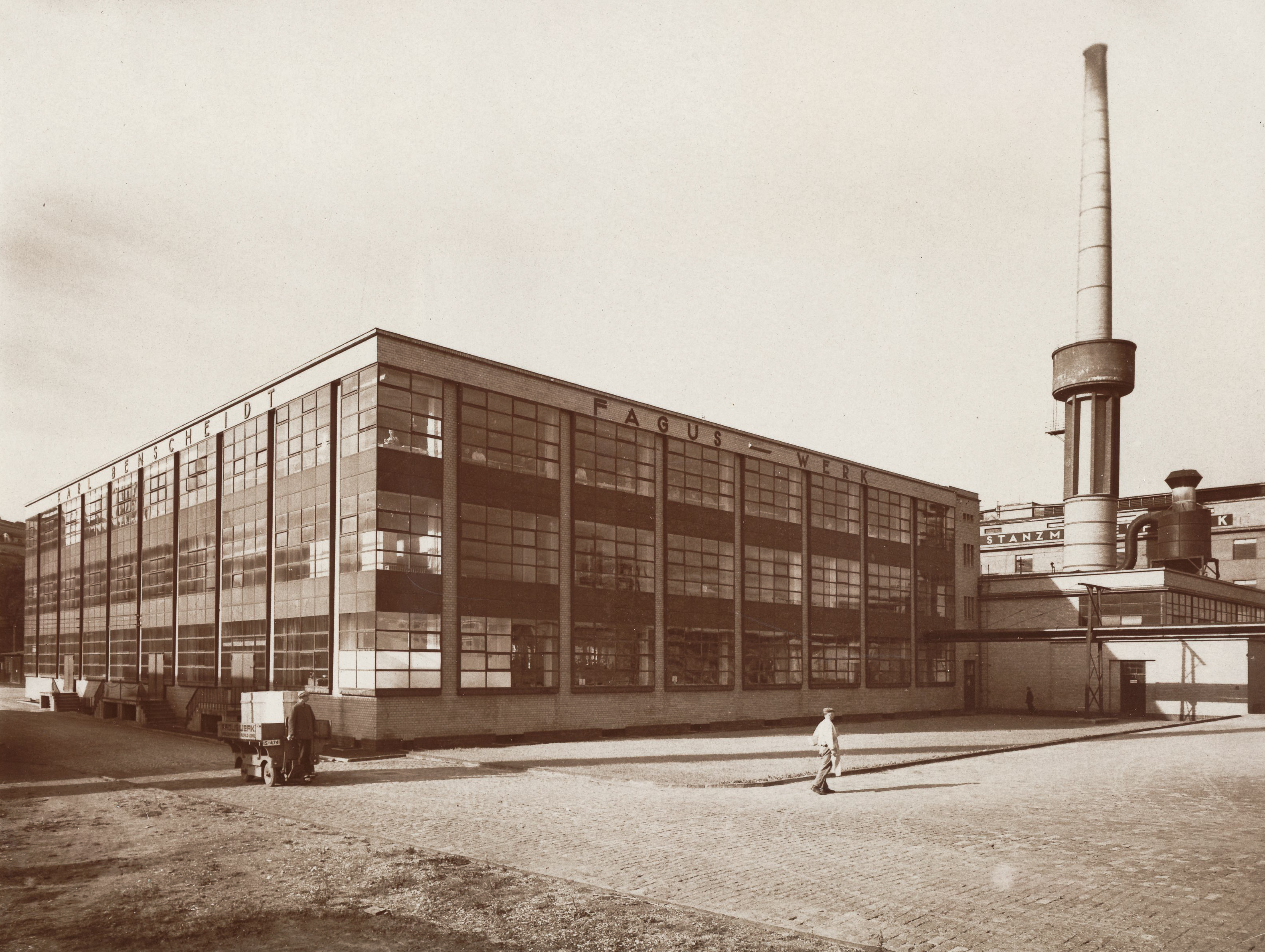
A frissen elkészült üzem az 1910-es évek elején
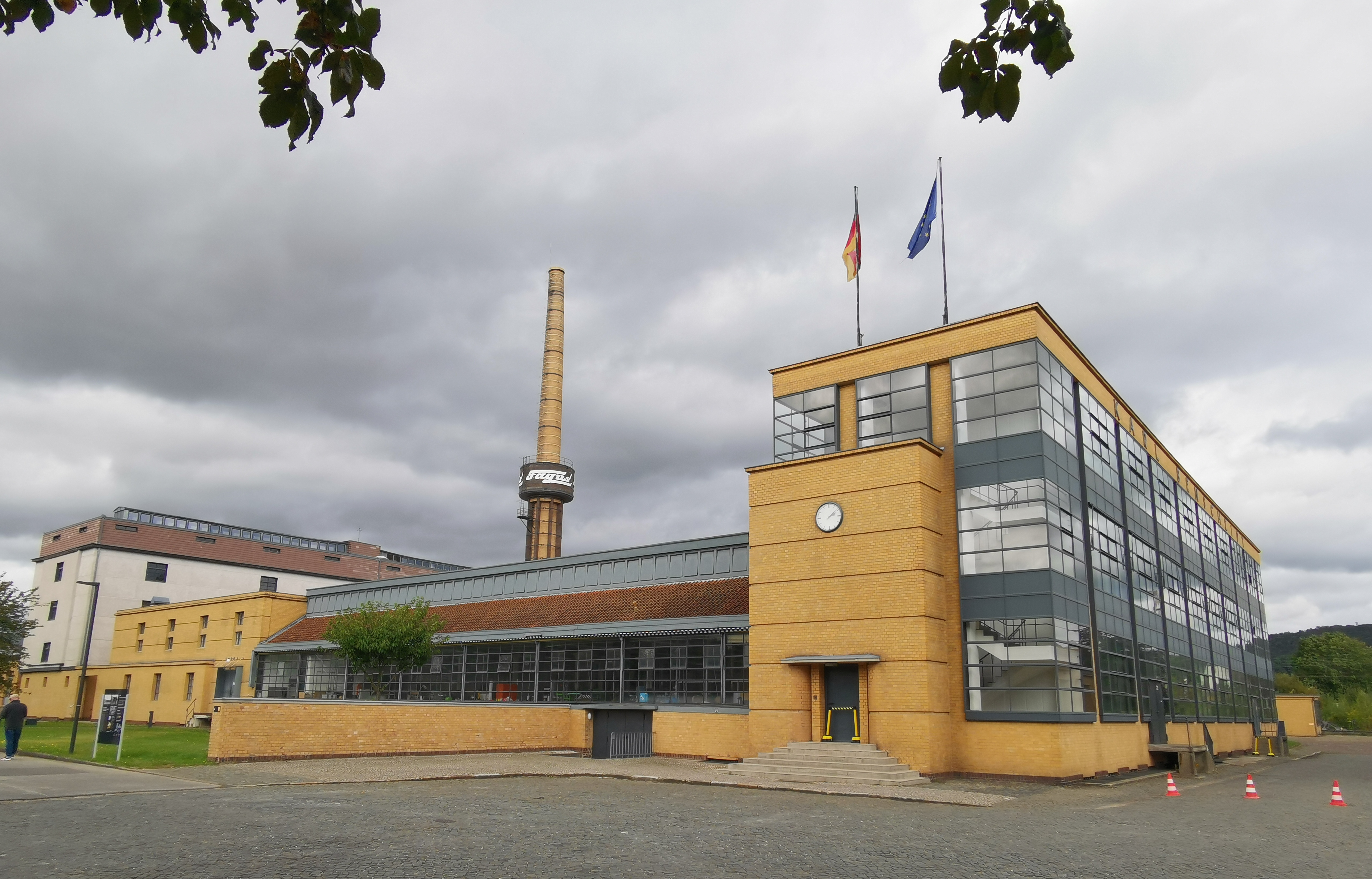
A jelenlegi főhomlokzat
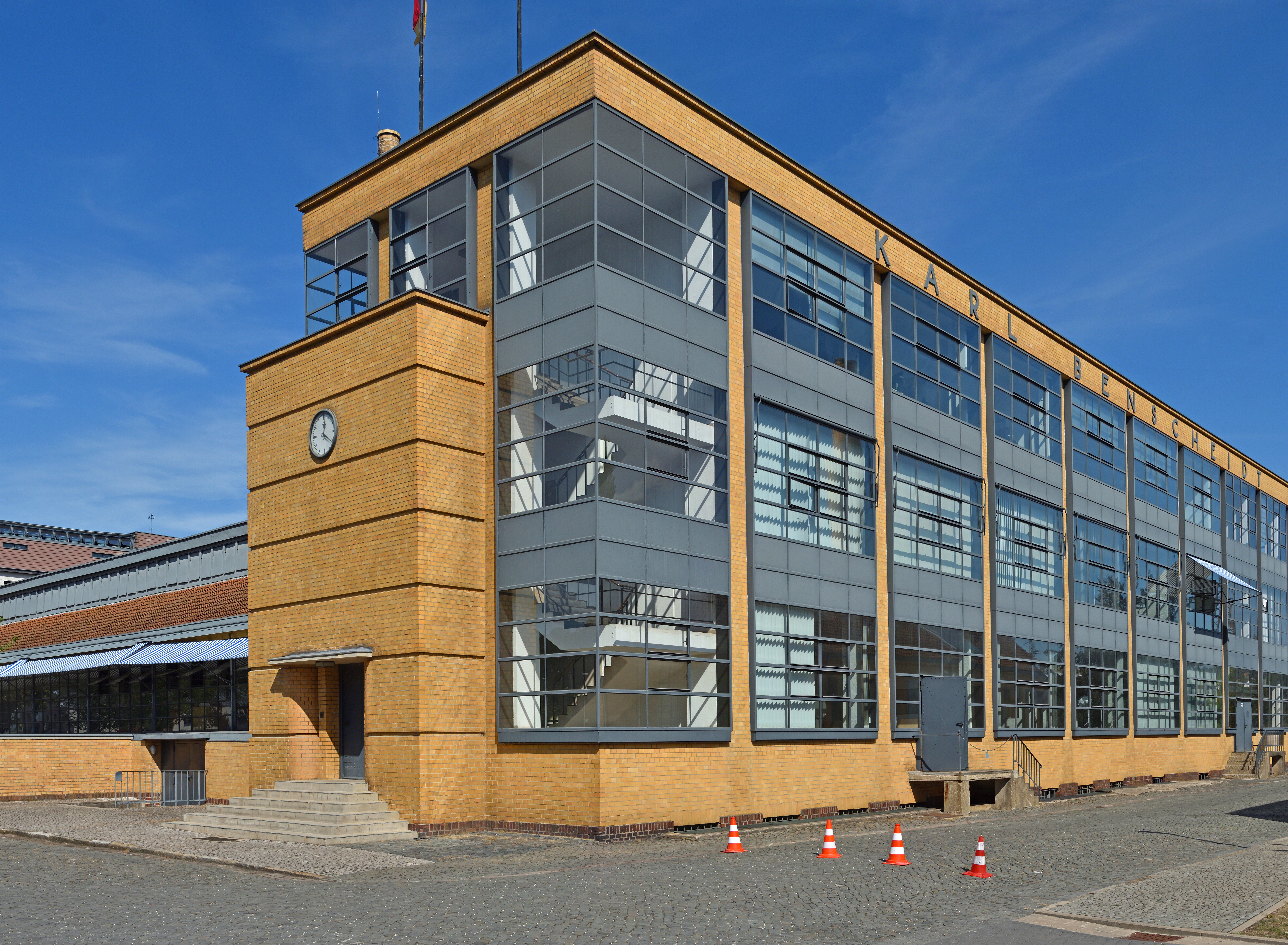
A főépület
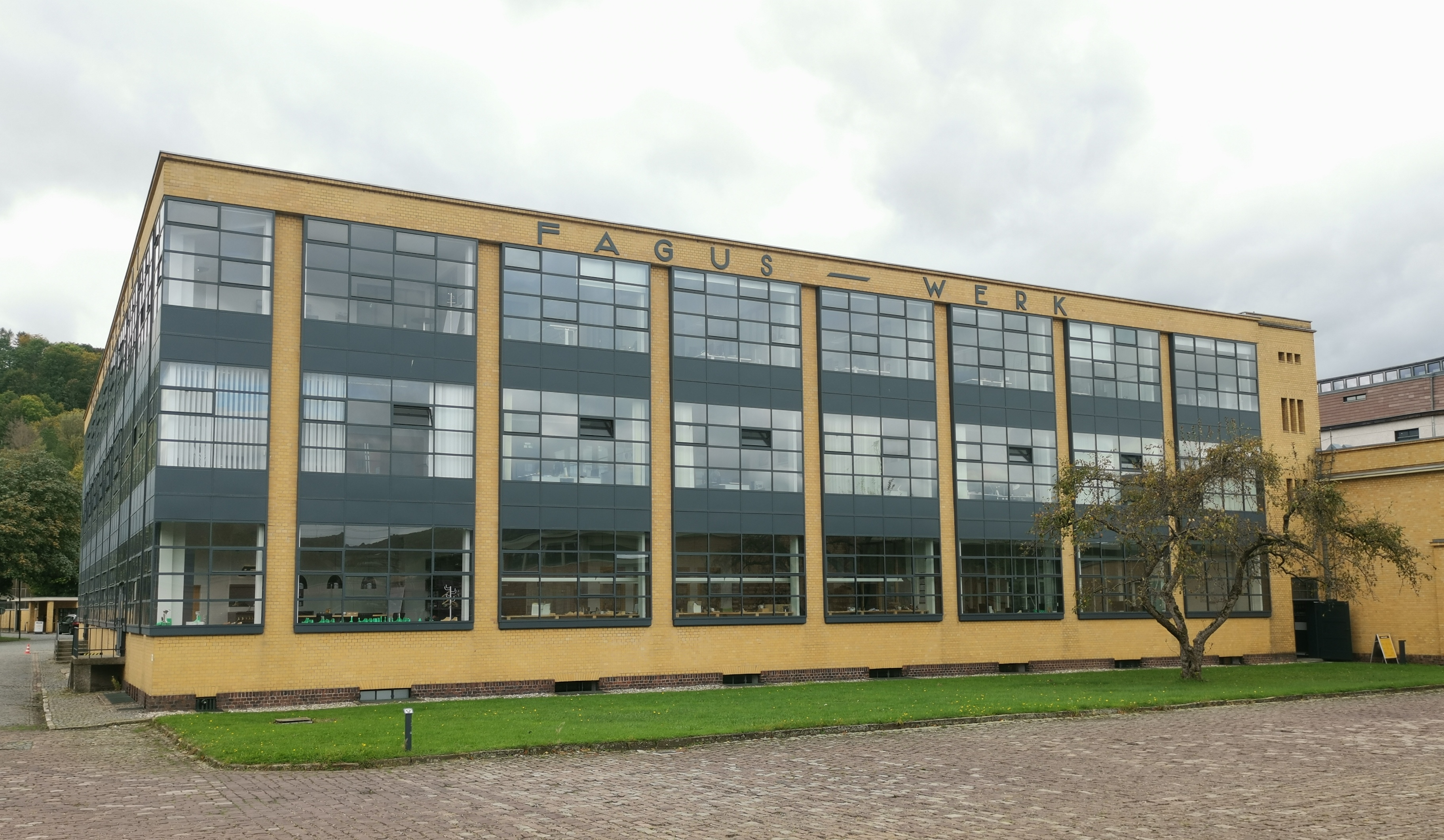
A csarnok udvar felőli homlokzata
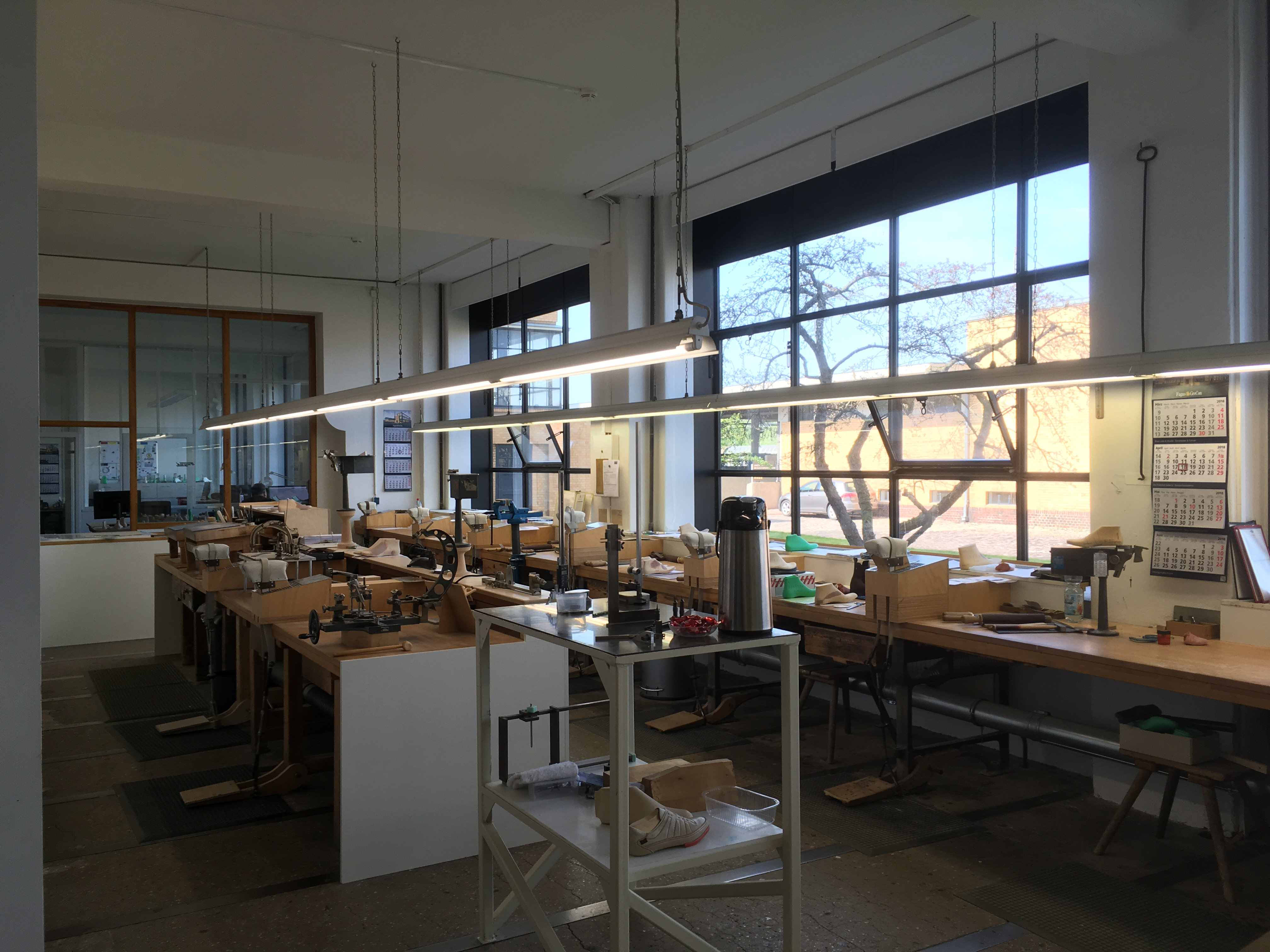
A hagyományos kaptafák gyártósora
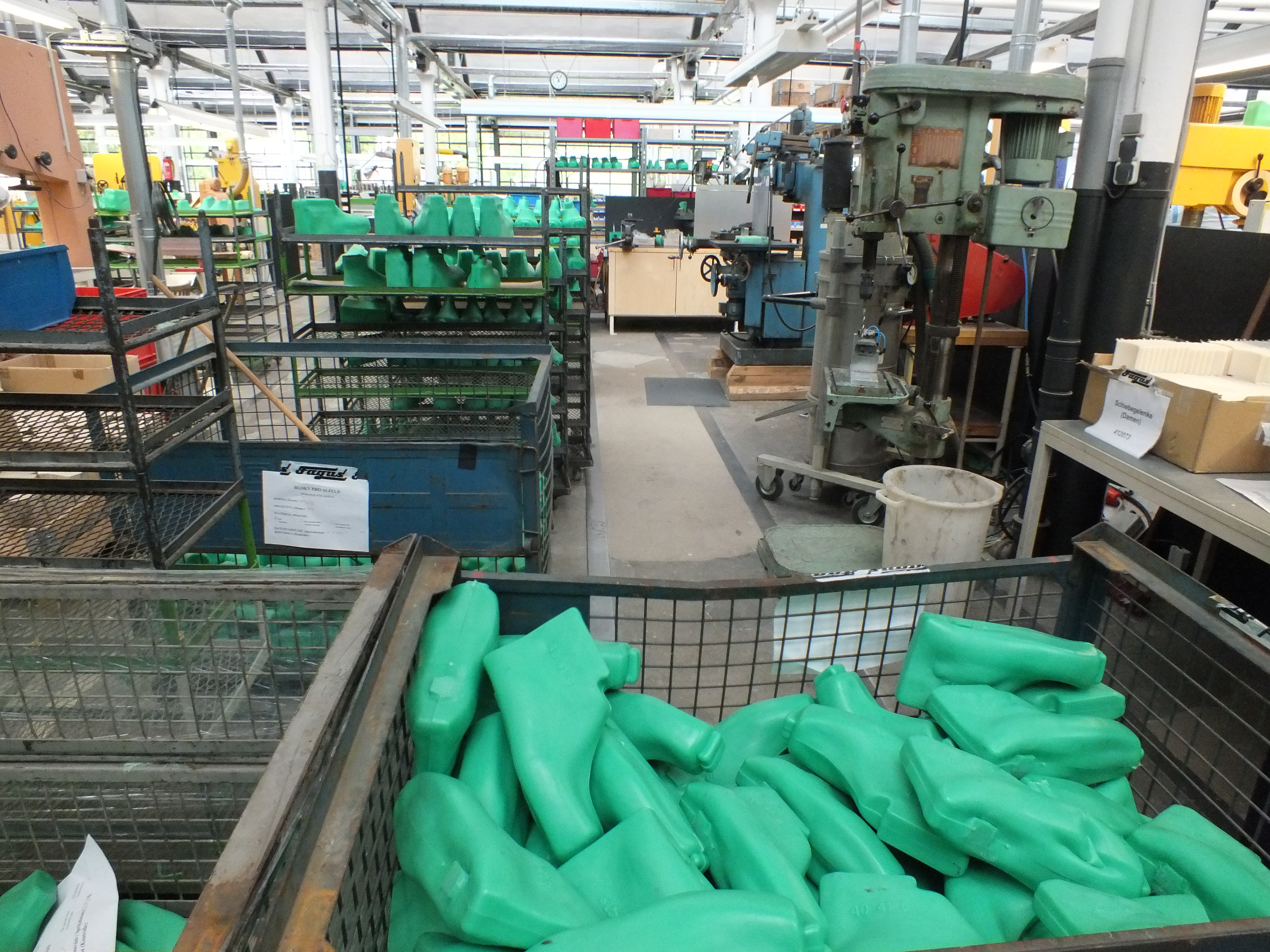
A jelenlegi modern gyártósor

## Fordítás
- Ez a szócikk részben vagy egészben  a   Fagus-Werk című német Wikipédia-szócikk ezen változatának fordításán alapul.  Az eredeti cikk szerkesztőit annak laptörténete sorolja fel. Ez a jelzés csupán a megfogalmazás eredetét és a szerzői jogokat jelzi, nem szolgál a cikkben szereplő információk forrásmegjelöléseként.